# Đại dịch COVID-19 tại Hồ Bắc
Đại dịch coronavirus 2019 xuất hiện lần đầu tiên bởi một nhóm bệnh nhân bị một bệnh viêm phổi bí ẩn ở Vũ Hán, thủ phủ của tỉnh Hồ Bắc, Trung Quốc. Một bệnh viện Vũ Hán đã thông báo cho trung tâm địa phương về kiểm soát và phòng ngừa dịch bệnh (CDC) và các cơ sở y tế vào ngày 27 tháng 12 năm 2019. Vào ngày 31 tháng 12, Trung tâm kiểm soát và phòng ngừa dịch bệnh Vũ Hán thừa nhận rằng có một loạt các trường hợp viêm phổi không rõ liên quan đến Chợ bán buôn hải sản Hoa Nam sau khi các tài liệu chưa được xác minh xuất hiện trên Internet. Sự bùng phát dịch bệnh tiềm tàng đã sớm thu hút sự chú ý trên toàn quốc, bao gồm cả Ủy ban Y tế Quốc gia (NHC) tại Bắc Kinh đã gửi các chuyên gia đến Vũ Hán vào ngày hôm sau. Vào ngày 8 tháng 1, một loại coronavirus mới được xác định là nguyên nhân gây viêm phổi. Trình tự của virus đã sớm được công bố trên cơ sở dữ liệu truy cập mở. Các biện pháp của Trung Quốc đã gây tranh cãi. Tổ chức Y tế Thế giới (WHO) khen ngợi Trung Quốc về những cải thiện đối với các phản ứng SARS-CoV-1, nhưng bị nhiều quốc gia trong cộng đồng quốc tế phản đối vì sự chậm trễ tiết lộ công khai các sự kiện chính hoặc lừa đảo về dịch bệnh và kiểm duyệt mạnh mẽ thông tin liên quan đến dịch bệnh và bất mãn công khai đến từ cư dân mạng.
Phản ứng chậm trễ và gây tranh cãi của chính quyền Vũ Hán và Hồ Bắc đã không thể ngăn chặn được sự bùng phát trong giai đoạn đầu dẫn đến sự chỉ trích từ công chúng và giới truyền thông. Đến ngày 29 tháng 1, virus đã lan sang tất cả các tỉnh của Trung Quốc đại lục. Đến ngày 8 tháng 2, hơn 724 người chết vì viêm phổi liên quan đến nhiễm trùng coronavirus và 34.878 được xác nhận là bị nhiễm bệnh. Chỉ riêng ở Hồ Bắc, đã có 24.953 trường hợp nhiễm trùng và 699 trường hợp tử vong liên quan. Tất cả các tỉnh của Trung Quốc đại lục đã nâng mức phản ứng cao nhất đối với tình trạng khẩn cấp về sức khỏe cộng đồng. WHO tuyên bố dịch này là " tình trạng khẩn cấp về sức khỏe cộng đồng " vào ngày 31 tháng 1 vì sợ rằng virus lây lan ra khỏi Trung Quốc đến các quốc gia không có hệ thống chăm sóc sức khỏe mạnh mẽ mặc dù tin tưởng vào nỗ lực của Trung Quốc.
Tổng bí thư Đảng Cộng sản Trung Quốc Tập Cận Bình cảnh báo về một 'tình huống nghiêm trọng' mà Trung Quốc phải đối mặt. Bộ Chính trị thành lập một nhóm hàng đầu đặc biệt để kiểm soát dịch bệnh do Thủ tướng Lý Khắc Cường lãnh đạo. Lễ mừng năm mới của Trung Quốc đã bị hủy bỏ. Các hành khách di chuyển đã được kiểm tra nhiệt độ thân thể. Các lệnh kiểm soát dịch bệnh (CEC) đã được hình thành ở các khu vực khác nhau bao gồm Vũ Hán và Hồ Bắc. Nhiều dịch vụ xe buýt liên tỉnh  và dịch vụ đường sắt đã bị đình chỉ. Đến 29, tất cả các thành phố tại Hồ Bắc đã bị cách ly. Luật giới nghiêm đang được áp dụng tại Hoàng Cương, Ôn Châu  và các thành phố đại lục khác. Khu vực này cũng chứng kiến sự thiếu hụt lớn về khẩu trang và các thiết bị bảo vệ khác mặc dù chính nó là trung tâm sản xuất các sản phẩm này của thế giới.
Với các trường hợp nhiễm bệnh được báo cáo ngày càng tăng, nỗi sợ hãi được nâng cấp cùng với sự phân biệt đối xử trong khu vực ở Trung Quốc và sự phân biệt chủng tộc ngoài Trung Quốc, bất chấp những lời kêu gọi ngăn chặn phân biệt đối xử của nhiều chính phủ. Một số tin đồn lưu hành trên các phương tiện truyền thông xã hội Trung Quốc cùng với những nỗ lực chống tin đồn của truyền thông và của chính phủ.